# Morten Fillipsen
Morten Fillipsen (født 13. august 1986 i Hunderup) er en dansk sanger og sangskriver, der også går under kunstnernavnet In Memoirs. Han er desuden kendt som medlem og medstifter af bandet The Grenadines. Fillipsen skriver mange af sine egne sange og optræder på både dansk og engelsk.

## Historie
Fillipsen fik sit gennembrud, da han i 2002 fik en andenplads i De unges Melodi Grand Prix med sangen "Du' ikk' som de andre pi'r". Samme år deltog han i MGP Nordic 2002, hvor han fik en fjerdeplads. Året efter (2003) udgav han debutalbummet Hold om mig.
Sangen Du' ikk' som de andre pi'r blev i 2008 optaget i Den Nye Sangskat.[kilde mangler]
Morten Fillipsen er forsanger i og medstifter af bandet The Grenadines, og i 2015 udgav de debutalbummet The Grenadines. Tre år senere udkom opfølgeren Band On The Radio (2018), og i 2021 udgav de deres tredje album Everything We Dreamt Of (2021). 
Udover at være medlem af The Grenadines, er han solist under navnet In Memoirs. I 2017 udgav han sit første album som In Memoirs. Albummet hedder Love, Dreams & Sunsets. I 2020 udgav han opfølgeren Hope, Fear & Fashion.
I 2022 gør han vennen og det tidligere 'The Grenadines'-bandmedlem, Laurits Emanuel, kunsten efter og deltager i Dansk Melodi Grand Prix. Morten Fillipsen deltager med sangen 'Happy Go Lucky'.

## Personlige liv
I juli 2022 giftede Fillipsen sig med sin kæreste Chilie Orloff.

## Diskografi

### Albums
Solo
- Hold Om Mig (2003)
- Love, Dreams & Sunsets (2017)
- Hope, Fear & Fashion (2020)

The Grenadines
- The Grenadines (2015)
- Band on the Radio (2018)
- Everything We Dreamt Of (2021)

### Singles
Dansk
- Du' ikk' som de andre pi'r (2002)
- Happy Go Lucky (2022)
- Du' min ecstasy (2022)
- Nutid, altid, os to (2023)

Engelsk
- In Despair (2013)
- Wish (2016)
- So You're Not Alone (2016)
- All of My Time (2017)
- Brother, Can We Say? (2017; med Mads Björn)
- This Is the Sound (2018)
- Stray Dogs (2018)
- Stay Low (2020)
- You Can't Hold Back My Heart (2020)
- So What (2020; med Favor)